# Ciriaco Rocci
Ciriaco Rocci (ur. 8 sierpnia 1582 w Rzymie, zm. 25 sierpnia 1651 tamże) – włoski kardynał.

## Życiorys
Urodził się 8 sierpnia 1582 roku w Rzymie, jako syn Bernardia Rocciego i Clarice Arrigoni. Był referendarzem Trybunału Obojga Sygnatur, a w 1628 roku przyjął święcenia kapłańskie. 29 maja 1628 roku został wybrany tytularnym arcybiskupem Patras, a 2 lipca przyjął sakrę. Jednocześnie został mianowany nuncjuszem w Konfederacji Szwajcarskiej. 19 listopada 1629 roku został kreowany kardynałem in pectore. Jego nominacja na kardynała prezbitera została ogłoszona na konsystorzu 28 listopada 1633 roku i nadano mu kościół tytularny San Salvatore in Lauro. W latach 1630–1634 był nuncjuszem przy cesarzu. Pełnił także funkcje legata w Ferrarze (1637–1640) i kamerlinga Kolegium Kardynałów (1646–1647). Zmarł 25 sierpnia 1651 roku w Rzymie.